# Lepidium englerianum
Lepidium englerianum là một loài thực vật có hoa trong họ Cải. Loài này được (Muschl.) Al-Shehbaz mô tả khoa học đầu tiên năm 2002.